# Алієв Ельчин (борець)
Ельчин Алієв (азерб. Elçin Əliyev; нар. 26 квітня 1990) — азербайджанський та турецький борець греко-римського стилю, дворазовий чемпіон та срібний призер чемпіонатів Європи, срібний призер Середземноморських ігор.

## Біографія
Боротьбою займається з 2001 року. Був чемпіоном Європи серед юніорів 2007 року. У складі національної збірної Азербайджану виступав з 2009 року. На початку лютого 2014 року покинув лави збірної через заборону тренуватися і боротися з бородою, як того вимагає Міжнародна федерація боротьби. В кінці березня того ж року заявив про завершення кар'єри борця. У 2018 році повернувся до виступів на міжнародних змаганнях у складі збірної Туреччини.

## Спортивні результати на міжнародних змаганнях

### Виступи на Чемпіонатах світу
| Змагання                        | Збірна      | Вагова категорія                 | Місце |
| ------------------------------- | ----------- | -------------------------------- | ----- |
| Чемпіонат світу з боротьби 2010 | Азербайджан | греко-римська боротьба, до 55 кг | 9     |

### Виступи на Чемпіонатах Європи
| Змагання                         | Збірна      | Вагова категорія                 | Місце  |
| -------------------------------- | ----------- | -------------------------------- | ------ |
| Чемпіонат Європи з боротьби 2010 | Азербайджан | греко-римська боротьба, до 55 кг | Золото |
| Чемпіонат Європи з боротьби 2012 | Азербайджан | греко-римська боротьба, до 55 кг | Золото |
| Чемпіонат Європи з боротьби 2013 | Азербайджан | греко-римська боротьба, до 55 кг | Срібло |
| Чемпіонат Європи з боротьби 2018 | Туреччина   | греко-римська боротьба, до 60 кг | 14     |

### Виступи на Кубках світу
| Змагання                    | Збірна      | Вагова категорія                 | Місце |
| --------------------------- | ----------- | -------------------------------- | ----- |
| Кубок світу з боротьби 2009 | Азербайджан | греко-римська боротьба, до 55 кг | 7     |
| Кубок світу з боротьби 2012 | Азербайджан | греко-римська боротьба, до 55 кг | 4     |

### Виступи на Середземноморських іграх
| Змагання                    | Збірна    | Вагова категорія                 | Місце  |
| --------------------------- | --------- | -------------------------------- | ------ |
| Середземноморські ігри 2018 | Туреччина | греко-римська боротьба, до 60 кг | Срібло |

### Виступи на інших змаганнях
| Змагання                                   | Збірна      | Вагова категорія                 | Місце  |
| ------------------------------------------ | ----------- | -------------------------------- | ------ |
| Міжнародний турнір «Cristo Lutte» 2009     | Азербайджан | греко-римська боротьба, до 55 кг | Золото |
| Золотий Гран-прі з боротьби 2009           | Азербайджан | греко-римська боротьба, до 55 кг | 7      |
| Турнір Вехбі Емре 2010                     | Азербайджан | греко-римська боротьба, до 55 кг | Золото |
| Золотий Гран-прі з боротьби 2010 (Баку)    | Азербайджан | греко-римська боротьба, до 55 кг | 9      |
| Турнір Вехбі Емре 2011                     | Азербайджан | греко-римська боротьба, до 55 кг | Бронза |
| Золотий Гран-прі з боротьби 2012 (Стамбул) | Азербайджан | греко-римська боротьба, до 55 кг | Бронза |
| Золотий Гран-прі з боротьби 2012 (Баку)    | Азербайджан | греко-римська боротьба, до 55 кг | 11     |
| Гран-прі Іспанії з боротьби 2013           | Азербайджан | греко-римська боротьба, до 55 кг | Срібло |
| Турнір Вехбі Емре і Гаміта Каплана 2018    | Туреччина   | греко-римська боротьба, до 60 кг | 7      |
| Гран-прі Німеччини з боротьби 2018         | Туреччина   | греко-римська боротьба, до 60 кг | 13     |
| Турнір Вехбі Емре і Гаміта Каплана 2019    | Туреччина   | греко-римська боротьба, до 60 кг | 8      |
| Турнір Дана Колова — Николи Петрова 2019   | Туреччина   | греко-римська боротьба, до 60 кг | 11     |
| Гран-прі Франції Анрі Деглана 2021         | Туреччина   | греко-римська боротьба, до 55 кг | Срібло |
| Турнір Вехбі Емре і Гаміта Каплана 2021    | Туреччина   | греко-римська боротьба, до 63 кг | 5      |

### Виступи на змаганнях молодших вікових груп
| Змагання                                       | Збірна      | Вагова категорія                 | Місце  |
| ---------------------------------------------- | ----------- | -------------------------------- | ------ |
| Чемпіонат Європи з боротьби серед юніорів 2007 | Азербайджан | греко-римська боротьба, до 50 кг | Золото |
| Чемпіонат світу з боротьби серед юніорів 2008  | Азербайджан | греко-римська боротьба, до 55 кг | 8      |